# VentureStar

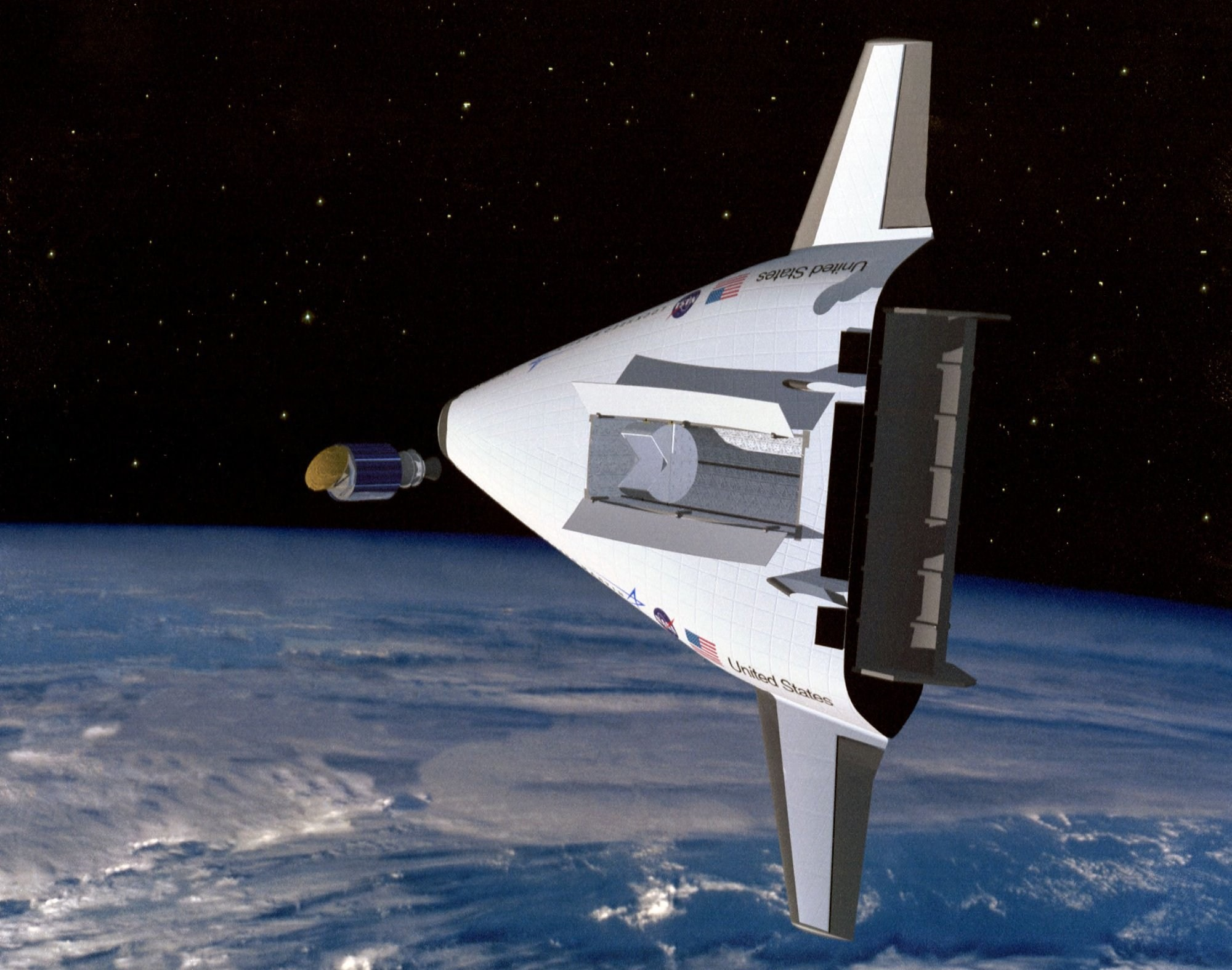
Vista simulada do VentureStar em baixa órbita

O VentureStar foi um veículo lançador de um único estágio proposto pela Lockheed Martin.
Em 1994 a NASA solicitou à indústria aeroespacial, propostas para o projeto e construção de um veículo capaz de alcançar a órbita terrestre usando um único estágio para substituir o ônibus espacial.
A proposta vencedora foi a da Lockheed Martin, que propunha um veículo com corpo sustentante e com um motor integrado, capaz de decolar na vertical como um foguete e pousar como na horizontal como um avião, o VentureStar.
Como resultado, a NASA concedeu um contrato de aproximadamente 1 bilhão de dolares de 1996 até 2000 para que a Lockheed Martin construisse e operasse um protótipo em escala reduzida do VentureStar, o X-33.
O programa do VentureStar foi cancelado em função dos altos custos do desenvolvimento, somado aos problemas encontrados no programa X-33.